# Capperia
Capperia là một chi bướm đêm thuộc họ Pterophoridae.

## Các loài
- Capperia agadirensis
- Capperia bonneaui
- Capperia britanniodactylus
- Capperia celeusi
- Capperia evansi
- Capperia fletcheri
- Capperia fusca
- Capperia hellenica
- Capperia irkutica
- Capperia jozana
- Capperia loranus
- Capperia maratonica
- Capperia marginellus
- Capperia meyi
- Capperia ningoris
- Capperia polonica
- Capperia raptor
- Capperia salanga
- Capperia taurica
- Capperia trichodactyla
- Capperia washbourni
- Capperia zelleri